# Chartreuse de Venise
La chartreuse de Saint-André-du-Lido ou de Saint-André-du-Rivage était un ancien monastère de chartreux situé dans la petite île de Saint-André du Lido, ou de la Chartreuse, la Certosa en italien, voisine du Lido de Venise, dans la lagune de Venise, en Italie.

## Histoire
L’île vénitienne de Saint-André-du-Lido est occupée au XIIe siècle par un monastère de chanoines réguliers fondé en 1199 par Domenico Franco, prêtre de l'église Santa Sofia, et abandonné en 1419.
Après un projet avorté en 1382, Bernardin de Sienne amène le sénat de la république de Venise à le donner aux chartreux en 1422, confirmé par un bref apostolique de Martin V en 1424 et avec le soutien de Laurent Justinien, évêque de Castello et les membres de sa famille, considérés comme fondateurs et bienfaiteurs de la chartreuse.
Mariano Tomasi, le premier prieur de la nouvelle chartreuse, entreprend immédiatement des travaux de restauration du monastère décrits dans une bulle papale de 1430 « structure et edificia que sumptuosis olim ac politis ministeriis et opere consolidata fuere collapsui et ruinae subiacent. ». La même année, la construction des cellules des moines commence autour du grand cloître et entre 1490 et 1505 le monastère est  reconstruit avec l'architecture typique de l'ordre, tandis que l'église est reconstruite sur une conception de Mauro Codussi.
La nouvelle fondation connait des prieurs éminents tout au long du XVe siècle et donne même un patriarche de Venise en 1504. Dès le XVIe siècle, la chartreuse doit se défendre du tourisme. Elle s’enrichit de nombreuses œuvres d’art de nombreux maîtres  de l'école vénitienne : Le Tintoret, Palma le Vieux, Marco Basaiti, Andrea Celesti, Bonifazio Veronese, etc.
Une reconstruction aboutit à la consécration d'une nouvelle église en 1721. En 1768, des religieux de Padoue et Vedana, maisons supprimées, s’y réfugient.
En avril 1797, les chartreux remettent des objets en argent destinés au culte à la monnaie de Venise à la suite du décret du Sénat du 18 mars 1797, afin de les fondre
Après la suppression des ordres religieux du 12 juin 1806 ordonnée par décret du royaume d'Italie du 8 juin 1805, les chartreux de Saint-André sont unis à ceux de Montello.
En 1810, l'île est donnée aux militaires qui démolissent tous les bâtiments monastiques et l'église, dépouillée de ses œuvres d'art. En 1827, l'église et le couvent sont déjà considérés comme complètement démantelés par les troupes autrichiennes qui à l'époque possèdent l'île.
L'armée italienne utilise l'île avec une usine d'explosifs et comme champ de tir jusqu'à la fin des années 1960.
En 2014, les anciennes structures murales sont mises au jour, grâce aux fouilles sur le périmètre de l'ancienne chartreuse.

## Personnalités liées à la chartreuse

### Prieurs
- Mariano Tomasi de Volterra (†1453), né à Volterra, fait profession à la chartreuse de Florence. Il en est procureur quand il est nommé protoprieur de celle de Venise. Il le resta peu et devient procureur de cette maison. En 1449, il fut nommé recteur de la nouvelle fondation de Padoue et devient prieur l’année suivante.

- Giovanni Cornaro[2].

- Jean de Dieu ou de Venise (†1483), profès de la chartreuse de Venise, en devient prieur, de Padoue de 1471 à 1473 (?).

- 1487-1498 : Antoine Suriano (~1450-†1508), né vers 1450 de famille noble à Venise, il fait profession à la chartreuse de Venise, prieur de 1487 à 1498, puis à Padoue de 1498 à 1504 et visiteur de la province de Toscane. Nommé patriarche de Venise le 27 novembre 1504. il meurt le 19 mai 1508[7].

- 1507 : Stefani Veniero[2].

### Autres moines
- Ludolphe le Chartreux, illustre le graduel enluminé de la chartreuse[8].

- Zaccaria Ferrari (1479-†1524), entre dans la congrégation bénédictine de Sainte-Justine de Padoue, docteur en théologie, passe en 1508 à la chartreuse de Venise, puis en 1509, à Mantoue, nommé évêque de Guardialfiera (it) en 1519[9].